# Frederick Kroesen
Frederick James Kroesen (ur. 11 lutego 1923, zm. 30 kwietnia 2020) – generał armii amerykańskiej. Od 1979 do 1983 roku dowódca 7 Armii w Heidelbergu w ramach sił NATO. W latach 1976–1978 w Dowództwie Sił Lądowych USA (US Army Forces Command), wiceszef Połączonych Szefów Sztabów Sił Zbrojnych USA.
Służył w czasie II wojny światowej, wojnie w Korei i Wietnamie. 15 września 1981 roku w Heidelbergu terroryści z RAF dokonali nieudanego zamachu na niego i jego żonę.
Po odejściu ze służby pracował w Military Professional Resources Inc.

## Odznaczenia
- Combat Infantryman Badge
- Medal Departamentu Obrony za Wybitną Służbę
- Medal Sił Lądowych za Wybitną Służbę
- Srebrna Gwiazda (dwukrotnie)
- Legia Zasługi (trzykrotnie)
- Zaszczytny Krzyż Lotniczy
- Brązowa Gwiazda z odznaką waleczności (trzykrotnie)
- Purpurowe Serce
- Medal Lotniczy
- Presidential Unit Citation
- Bronze Service Star